# Israël op de Olympische Zomerspelen 1984
Israël nam deel aan de Olympische Zomerspelen 1984 in Los Angeles, Verenigde Staten. 

## Deelnemers en resultaten

### Atletiek
| Olympiër           | Onderdeel              | Resultaat | Prestatie                           |
| ------------------ | ---------------------- | --------- | ----------------------------------- |
| Mark Handelsman    | 400m (m)               | 60e       | serie 9: 6de in 48,17               |
| Mark Handelsman    | 800m (m)               | 31e       | serie 7: 4de in 1.47,90             |
| Mark Handelsman    | 1500m (m)              | 27e       | serie 4: 6de in 3.45,05             |
| Arie Gamliel       | 5000m (m)              | 35e       | serie 3: 10de in 14.02,98           |
| Arie Gamliel       | 10000m (m)             | 31e       | serie 2: 10de in 29.31,32           |
| Yehuda Zadok       | 3000m steeplechase (m) | 33e       | serie 3: 9de in 8.42,28             |
| Shem-Tov Sabaa     | marathon (m)           | 60e       | 2:31.34                             |
|                    |                        |           |                                     |
| Maya Kalle-Bentzur | 100m (v)               | 40e       | serie 5: 6de in 12,30               |
| Zehava Shmueli     | marathon (v)           | 30e       | 2:42.27                             |
| Maya Kalle-Bentzur | verspringen (v)        | 16e       | kwalificatie groep A: 6de met 6,07m |

### Boksen
| Olympiër        | Onderdeel | Resultaat | Prestatie                                                         |
| --------------- | --------- | --------- | ----------------------------------------------------------------- |
| Yehuda Ben Haim | -48kg (m) | 9e        | 1ste ronde: W van GHA Danquah: 4-1 2de ronde: V van GBR Lyon: 0-5 |
| Shlomo Niazov   | -60kg (m) | 17e       | 1ste ronde: V van PAK Kamran: 0-5                                 |

### Gewichtheffen
| Olympiër    | Onderdeel | Resultaat | Prestatie                                                   |
| ----------- | --------- | --------- | ----------------------------------------------------------- |
| Meir Daloya | -56kg (m) | 9e        | trekken: 8ste met 95kg stoten: 8ste met 120kg totaal: 215kg |

### Gymnastiek
| Olympiër         | Onderdeel                | Resultaat | Prestatie                             |
| Ritmisch         | Ritmisch                 | Ritmisch  | Ritmisch                              |
| ---------------- | ------------------------ | --------- | ------------------------------------- |
| Liat Hani Novitz | individueel (v)          | 27e       | kwalificatie: 27ste met 35,450 punten |
| Turnen           |                          |           |                                       |
| Ya'akov Levi     | meerkamp individueel (m) | 71e       | kwalificatie: 71ste met 106,15 punten |
| Yohanan Moyal    | meerkamp individueel (m) | 67e       | kwalificatie: 67ste met 110,80 punten |
|                  |                          |           |                                       |
| Nancy Goldsmith  | meerkamp individueel (v) | 31e       | finale: 31ste met 73,725 punten       |
| Limor Fridman    | meerkamp individueel (v) | 65e       | kwalificatie: 65ste                   |

### Judo
| Olympiër    | Onderdeel | Resultaat | Prestatie                                                                                 |
| ----------- | --------- | --------- | ----------------------------------------------------------------------------------------- |
| Eddy Koaz   | -60kg (m) | 10e       | 1ste ronde: W van CRC Sanabria 2de ronde: W van TPE Chau kwartfinale: V van GBR Eckersley |
| Moshe Ponte | -78kg (m) | 20e       | 1ste ronde: vrij 2de ronde: V van FRA Nowak                                               |

### Kanovaren
| Olympiër       | Onderdeel    | Resultaat | Prestatie                                              |
| -------------- | ------------ | --------- | ------------------------------------------------------ |
| Aviram Mizrahi | K-1 500m (m) | 10e       | serie 1: 2de in 1.53,66 halve finale 1: 4de in 1.49,98 |

### Schermen
| Olympiër                 | Onderdeel  | Resultaat | Prestatie |
| ------------------------ | ---------- | --------- | --- |
| Shlomo Eyal              | floret (m) | 19e       | 1ste ronde groep B: 2de met 3 overwinningen 2de ronde groep D: 3de met 2 overwinningen 3de ronde groep B: 5de met 1 overwinning                                    |
| Itzhak Hatuel            | floret (m) | 16e       | 1ste ronde groep C: 1ste met 5 overwinningen 2de ronde groep C: 2de met 2 overwinningen 3de ronde groep A: 3de met 4 overwinningen 4de ronde: V van ITA Numa: 2-10 |
|                          |            |           | |
| Lydia Czuckermann-Hatuel | floret (v) | 26e       | 1ste ronde groep F: 1ste met 6 overwinningen 2de ronde groep D: 5de met 1 overwinning                                                                              |
| Nili Drori               | floret (v) | 17e       | 1ste ronde groep C: 4de met 3 overwinningen 2de ronde groep A: 2de met 3 overwinningen 3de ronde groep C: 5de met 1 overwinning                                    |

### Schietsport
| Olympiër        | Onderdeel                  | Resultaat | Prestatie                        |
| --------------- | -------------------------- | --------- | -------------------------------- |
| Yair Davidovitz | 10m luchtgeweer (m)        | DNF       | niet gefinisht                   |
| Itzhak Yonassi  | 10m luchtgeweer (m)        | 8e        | 582 punten: (96-95-97-98-98-98)  |
| Yair Davidovitz | 50m geweer 3 houdingen (m) | 46e       | 1099 punten: (388-366-345)       |
| Itzhak Yonassi  | 50m geweer 3 houdingen (m) | 39e       | 1117 punten: (387-373-357)       |
| Yair Davidovitz | 50m geweer liggend (m)     | 23e       | 590 punten: (100-98-99-99-99-95) |
| Itzhak Yonassi  | 50m geweer liggend (m)     | 49e       | 582 punten: (97-97-98-98-95-97)  |
| Gary Aramist    | 50m pistool (m)            | 36e       | 536 punten: (91-92-85-93-87-88)  |

### Zeilen
| Olympiër                            | Onderdeel       | Resultaat | Prestatie                            |
| ----------------------------------- | --------------- | --------- | ------------------------------------ |
| Yehuda Atedji                       | windglider (m)  | 14e       | 111,6 punten: (13-13-YMP-5-21-18-15) |
|                                     |                 |           |                                      |
| Yoel Sela Eldad Amir                | flying dutchman | 8e        | 79,4 punten: (8-11-3-7-3-DSQ-DSQ)    |
| Shimshon Brockman Eitan Friedlander | 470             | 8e        | 70 punten: (13-8-11-12-4-2-5)        |

### Zwemmen
| Olympiër         | Onderdeel            | Resultaat | Prestatie                                              |
| ---------------- | -------------------- | --------- | ------------------------------------------------------ |
| Eyal Shtigman    | 100m schoolslag (m)  | 22e       | serie 3: 4de in 1.05,63 (NR)                           |
| Eyal Shtigman    | 200m schoolslag (m)  | 23e       | serie 6: 4de in 2.24,93                                |
| Yoram Kochavy    | 200m wisselslag (m)  | 27e       | serie 5: 5de in 2.11,81                                |
| Yoram Kochavy    | 400m wisselslag (m)  | 16e       | serie 3: 5de in 4.35,70 (NR) finale B: 8ste in 4.40,00 |
|                  |                      |           |                                                        |
| Hadar Rubinstein | 200m vrije slag (v)  | 26e       | serie 3: 5de in 2.12,32                                |
| Hadar Rubinstein | 400m vrije slag (v)  | 21e       | serie 1: 5de in 4.34,95                                |
| Hadar Rubinstein | 200m vlinderslag (v) | 26e       | serie 3: 6de in 2.22,78                                |

Algerije · Amerikaanse Maagdeneilanden · Andorra · Antigua en Barbuda · Argentinië · Australië · Bahama’s · Bahrein · Bangladesh · Barbados · België · Belize · Benin · Bermuda · Bhutan · Birma · Bolivia · Bondsrepubliek Duitsland · Botswana · Brazilië · Britse Maagdeneilanden · Canada · Centraal-Afrikaanse Republiek · Chili · China · Chinees Taipei · Colombia · Congo-Brazzaville · Costa Rica · Cyprus · Denemarken · Djibouti · Dominicaanse Republiek · Ecuador · Egypte · El Salvador · Equatoriaal-Guinea · Fiji · Filipijnen · Finland · Frankrijk · Gabon · Gambia · Ghana · Grenada · Griekenland · Groot-Brittannië · Guatemala · Guinee · Guyana · Haïti · Honduras · Hongkong · Ierland · IJsland · India · Indonesië · Irak · Israël · Italië · Ivoorkust · Jamaica · Japan · Joegoslavië · Jordanië · Kaaimaneilanden · Kameroen · Kenia · Koeweit · Lesotho · Libanon · Liberia · Liechtenstein · Luxemburg · Madagaskar · Malawi · Maleisië · Mali · Malta · Marokko · Mauritanië · Mauritius · Mexico · Monaco · Mozambique · Nederland · Nederlandse Antillen · Nepal · Nicaragua · Nieuw-Zeeland · Niger · Nigeria · Noord-Jemen · Noorwegen · Oeganda · Oman · Oostenrijk · Pakistan · Panama · Papoea-Nieuw-Guinea · Paraguay · Peru · Portugal · Puerto Rico · Qatar · Roemenië · Rwanda · Salomonseilanden · Samoa · San Marino · Saoedi-Arabië · Senegal · Seychellen · Sierra Leone · Singapore · Soedan · Somalië · Spanje · Sri Lanka · Suriname · Swaziland · Syrië · Tanzania · Thailand · Togo · Tonga · Trinidad en Tobago · Tsjaad · Tunesië · Turkije · Uruguay · Venezuela · Verenigde Arabische Emiraten · Verenigde Staten · Zaïre · Zambia · Zimbabwe · Zuid-Korea · Zweden · Zwitserland